# Njursa
Die Njursa (russisch Нюрса, auch Большая Нюрса/Bolschaja Njursa) ist ein linker Nebenfluss der Tschaja in der russischen Oblast Tomsk in Westsibirien.
Sie entspringt etwa 120 km südwestlich von Kolpaschewo. Von dort fließt sie anfangs in ostnordöstlicher, später in ostsüdöstlicher Richtung mit stark mäandrierendem Verlauf durch das Westsibirische Tiefland. Schließlich mündet sie in die Tschaja, 156 km oberhalb deren Mündung in den Ob. Die Njursa hat eine Länge von 179 km. Sie entwässert ein Areal von 1800 km². Der mittlere Abfluss am Pegel Zentralnaja Njursa 36 km oberhalb der Mündung beträgt 7 m³/s.